# Cuspius Fadus
Cuspius Fadus was procurator van Judea van 44 tot 46 na Chr.

## Context

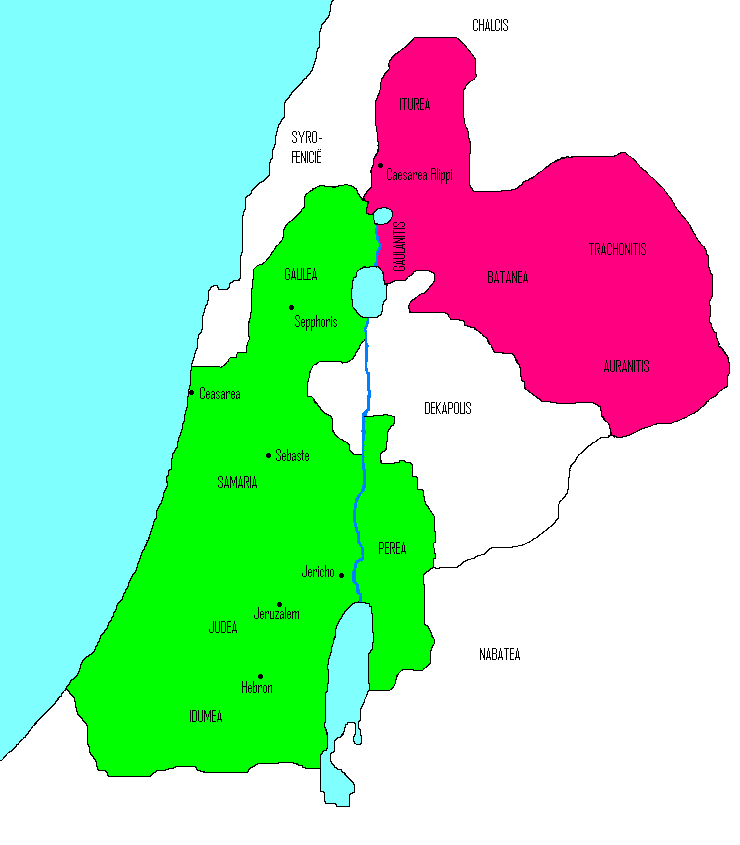
Provincia Judea

Van 41 tot 44 was Judea onderdeel geweest van een vazalstaat onder koning Herodes Agrippa I. Toen deze in 44 echter overleed, besliste keizer Claudius dat Judea opnieuw een Romeinse provincie zou worden, zoals ook vóór Agrippa's koningschap over het gebied het geval was geweest. Wel werd de provincie uitgebreid met de gebieden Galilea en Perea (eerder behoorden alleen het eigenlijke Judea, Idumea en Samaria tot de provincie Judea). Ook bepaalde Claudius, in lijn met de bestuurshervormingen die zijn keizerschap kenmerkten, dat de Romeinse provincie niet door een praefectus maar door een procurator bestuurd zou worden. Cuspius Fadus was de eerste procurator van de provincie.
Het recht om hogepriesters te benoemen lag in deze periode bij Herodes van Chalkis. Ongeveer in dezelfde tijd dat Fadus' bewindsperiode begon, benoemde Herodes Jozef ben Kamei als hogepriester.

## Grensconflict
Het begin van Fadus' bewind kenmerkt zich door een grensconflict. In het noorden van Perea kwamen Joodse bewoners van het gebied in conflict met de stad Philadelphia, die tot de onafhankelijke stedenbond Dekapolis behoorde. Enkele leiders van Perea zochten naar een oplossing voor de kwestie zonder Fadus daarin te betrekken. Fadus beschuldigde hen ervan het recht in eigen hand te nemen en liet hen ombrengen.

## Conflict met de hogepriester
Eveneens aan het begin van Fadus' bewind kwam hij in conflict met de hogepriester. Destijds, toen Marcellus prefect van Judea werd (36 na Chr.), had Lucius Vitellius (de toenmalige gouverneur van Syrië) bepaald dat kleding van de hogepriester door de priesters zelf bewaard mocht worden. Fadus was echter van mening dat de symbolisch beladen kleding weleens aanleiding tot opstanden kon geven en wilde zelf deze kleding buiten de Joodse feesttijden om in bewaring houden, zoals voor Vitellius' bepaling gebruikelijk was geweest. Fadus werd daarbij gesteund door Cassius Longinus, de toenmalige gouverneur van Syrië.
Het conflict werd uiteindelijk voorgelegd aan Claudius, die op aandringen van Herodes Agrippa II oordeelde dat de Joodse priesters zelf de hogepriesterlijke kledij in bewaring mochten houden, zoals Vitellius destijds had bepaald.

## Anti-Romeinse sentimenten
Fadus had, veel meer dan de prefecten die eerder Judea bestuurd hadden, te maken met groeiende anti-Romeinse sentimenten onder de Judeese bevolking. Flavius Josephus vermeldt dat ene Theudas zich als een soort messiasfiguur presenteerde. Fadus greep echter in door Theudas te executeren en zijn volgelingen om te brengen.

## Opvolging
In 46 na Chr. werd Fadus opgevolgd door Tiberius Julius Alexander.